# Manifestació de l'orgull gai de 1977 a Barcelona

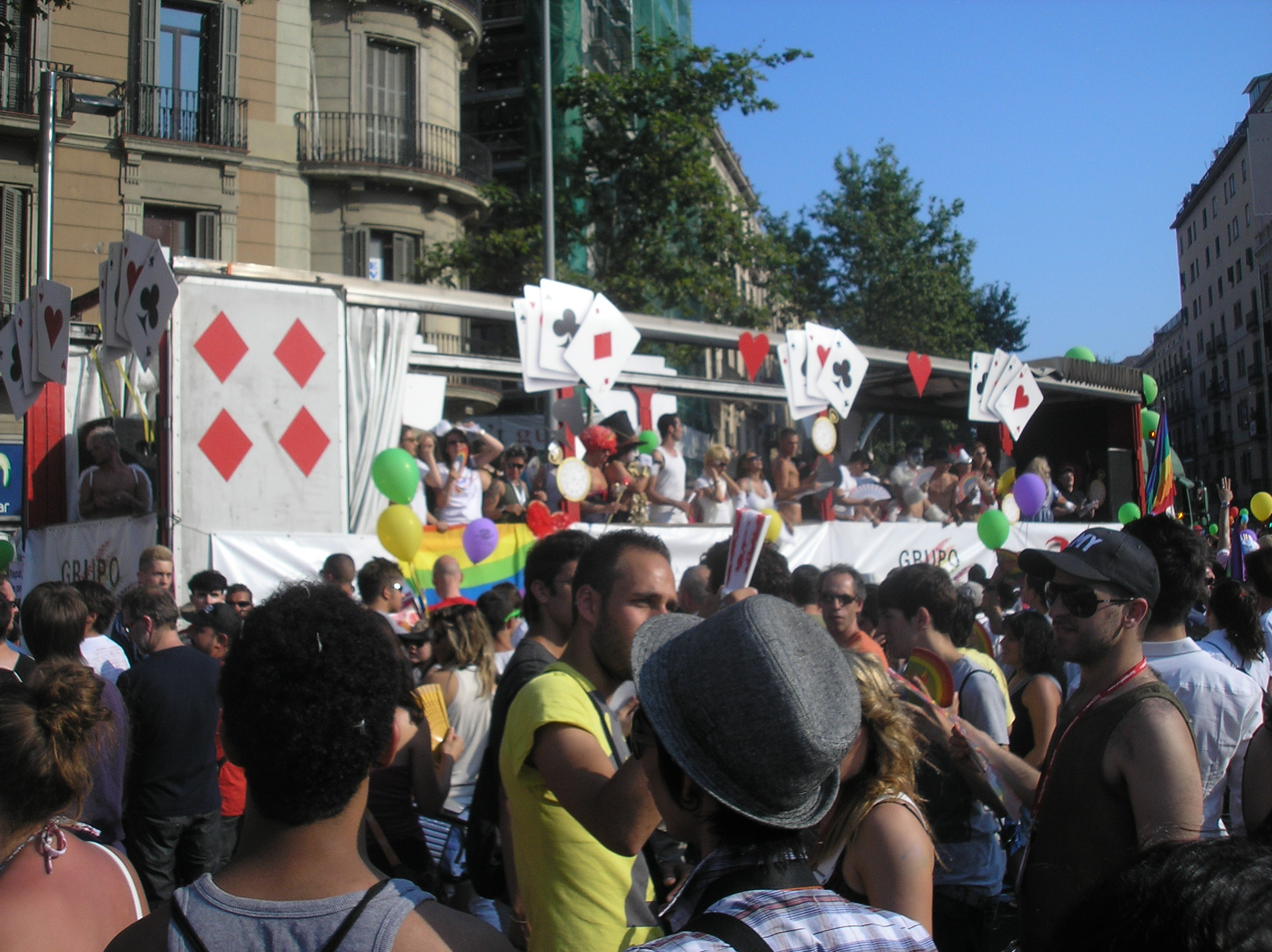
La manifestació de 1977 va esdevenir el primer pas per a la consolidació del dia de l'orgull gai a Barcelona. A la fotografia, carrossa al Pride Barcelona 2010.

La primera manifestació per l'orgull gai de l'Estat Espanyol va tenir lloc a Barcelona el 26 de juny de 1977. La convocatòria, organitzada per l'acabat de néixer Front d'Alliberament Gai de Catalunya (FAGC), va reunir gairebé 5.000 persones, les quals, precedides per un grup de transvestits, varen desfilar pacíficament per les Rambles. En arribar a la Font de Canaletes, però, la manifestació va ser durament reprimida per la policia, la qual va realitzar diverses càrregues i va disparar bales de goma. Almenys tres manifestants varen resultar ferits de gravetat, i un quart, el doctor Oriol Martí, va ser colpejat, detingut i empresonat durant 56 dies a la presó Model.
El lema de la convocatòria va ser: Nosaltres no tenim por, nosaltres som. Altres eslògans que es van poder sentir o llegir durant la jornada van ser: Dona, és a tu a qui volem i per tu per qui lluitem; Sexualitat no és heterosexualitat; Fora la llei de Perillositat Social; Soy homosexual, soy hermoso; El meu cos és meu i faig amb ell el que em dona la gana; Amnistia sexual!; No som perillosos!; etc.

## Context històric
L'any 1970 Francesc Francino i Armand de Fluvià van crear clandestinament a Barcelona el Moviment Espanyol d'Alliberament Homosexual considerat la primera associació moderna de defensa dels drets homosexuals a Espanya. Les seves activitats es van desenvolupar fins a 1974 quan es va dissoldre per l'assetjament policial. En 1975, després de la mort de Franco, es va crear el Front d'Alliberament Gai de Catalunya, el qual no va ser legalitzat fins a l'any 1980. La manifestació de Barcelona, convocada pel aleshores il·legal FAGC, va marcar un punt d'inflexió en la defensa dels drets de les persones lesbianes, gais, transsexuals i bisexuals.
En morir Franco (1975) Espanya va viure un intens període en què es va anar afermant el reconeixement de drets a les minories sexuals. Durant la dictadura franquista l'homosexualitat estava perseguida legalment per la llei coneguda com a Ley de vagos y maleantes (efectiva fins 1970) i per la Llei sobre perillositat i rehabilitació social (no derogada totalment fins al 1995). El fet de ser homosexual o de mantenir relacions homosexuals comportava multes o fins i tot podia representar l'ingrés en una presó o un centre psiquiàtric.

## Documentació gràfica
La fotògrafa catalana Colita va realitzar diverses instantànies durant la manifestació, algunes de les quals formen part de la col·lecció del Museo Nacional - Centro de Arte Reina Sofia de Madrid.